# Oscar D'Agostino
'Oscar D'Agostino ' (29 de agosto de 1901 – 16 de marzo de 1975) fue un químico italiano de los llamados Grupo Roma, un grupo de jóvenes científicos liderados por Enrico Fermi: todos físicos, excepto D'Agostino que en 1934 contribuyó al experimento de Fermi que le dio la posibilidad de ganar el Premio Nobel en 1938 por demostrar las propiedades de la Temperatura neutrónica.